# 村山徳五郎
村山 徳五郎（むらやま とくごろう、1932年12月22日 - 2013年12月30日）は、日本の公認会計士。
東京生まれ。1955年慶應義塾大学経済学部卒業。1961年公認会計士登録。1965年村山徳五郎事務所を開設、1968年監査法人中央会計事務所に改称、1994年中央新光監査法人理事長、中央監査法人理事長、2000年青山監査法人と合併して中央青山監査法人となり、相談役に退く。1985年より1989年の間、日本公認会計士協会会長を務めた。大蔵省企業会計審議会臨時委員などを歴任。
2013年、死去。81歳没。

## 著書

### 単著
- 『企業会計読本』（日本評論社, 1979年）
- 『会社決算の手ほどき』（日経文庫, 1983年）

### 共編著
- 『証取監査要説 監査報告書を中心として』（中瀬宏通共著, 中央経済社, 1967年）
- 『学校法人会計の理論』（高橋吉之助共著, 国元書房, 1968年）
- 『学校法人簿記会計入門 複式簿記と会計基準のやさしい解説』（高橋吉之助共著, 第一法規出版, 1970年）
- 『学校法人経理規程の作り方』（第一法規出版, 1971年）
- 『新学校法人簿記会計入門 複式簿記と会計基準のやさしい解説』（高橋吉之助共著, 第一法規出版, 1979年）
- 『改正商法による会計監査人監査の実務 監査手続から報告書作成まで』（中央経済社, 1983年）
- 『企業競争力の秘密 日米代表企業30社の財務指標の徹底比較』（中央経済社, 1987年）
- 『新監査基準・準則詳解』（新井清光共編著, 中央経済社, 1992年）
- 『逐条解説新しい監査基準・準則 対談』（西谷誠一共編, 第一法規出版, 1992年）
- 『SEC「会計連続通牒」』1-4巻 （鳥羽至英共責任編集, 八田進二, 前山政之,,永見尊共訳, 中央経済社, 1998-2004年）

## 論文
- 村山徳五郎